# 大高又次郎

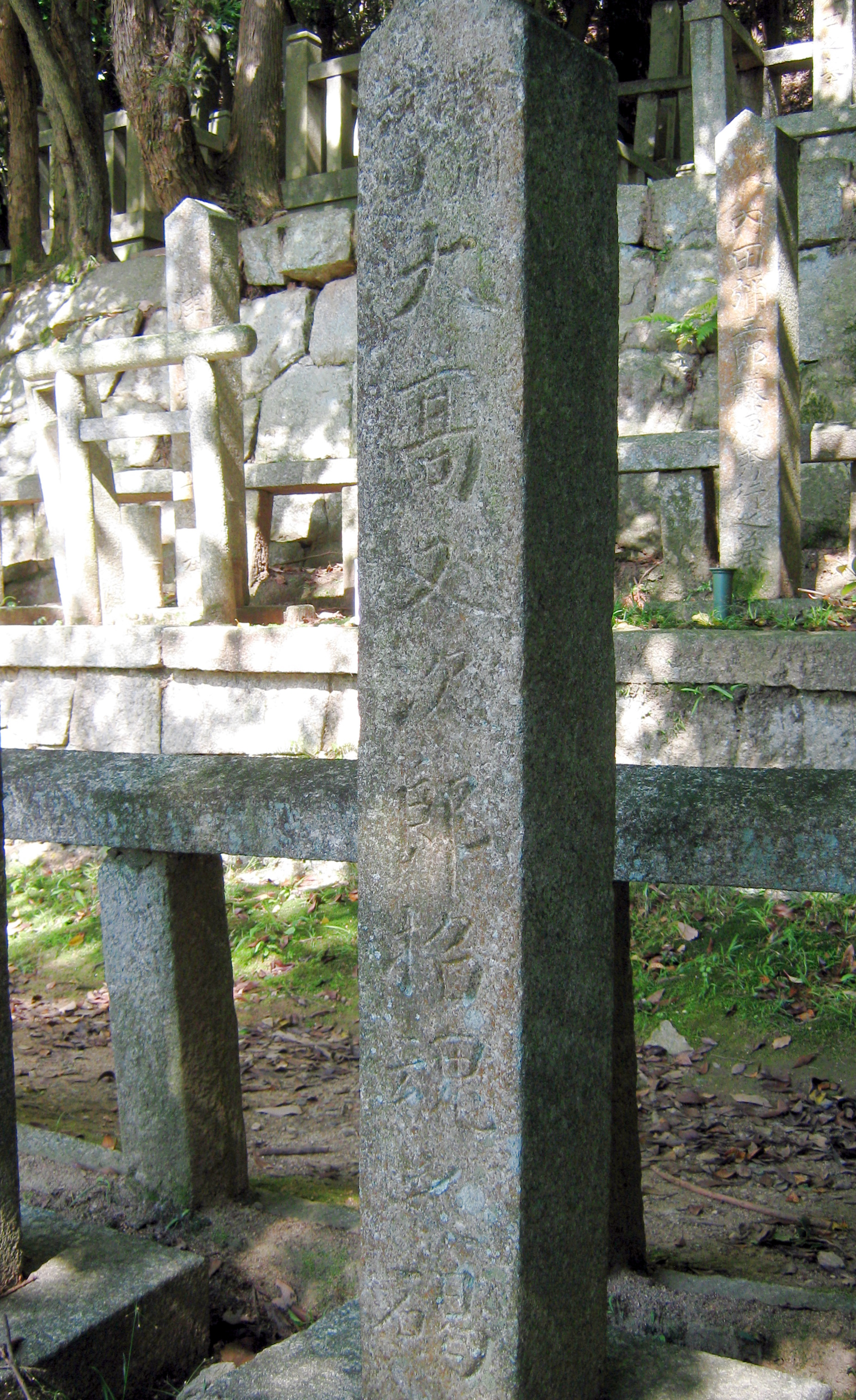
大高又次郎招魂之碑、霊山護国神社、京都市左京区

大高又次郎（おおたか またじろう、文政4年12月29日（1822年1月21日） - 元治元年6月5日（1864年7月8日））は、幕末の尊皇攘夷派志士で、林田藩士。大高六八郎義郷の次男として生まれる。祖父は大高左衛門、母はツギエ。
幼少より甲州流軍学、西洋砲術など軍事に関わる事を専ら学び、父・六八郎より皮具足の製法の直伝を受け、「大高製の皮具足」と呼ばれて好評を得る。
安政４年(1858年)春に脱藩。京都へ出て、梅田雲浜、頼三樹三郎、吉田松陰門下の野村和作などの志士と交流を持ち梅田雲浜宅に住み込んでいた。安政6年には萩へ赴き吉田松陰とも出会っている。この際、長州藩主が参勤で伏見に立ち寄った際に京の活動家貴族と対面させる計画を持ちかけた（伏見要駕策）が、藩重役の反対にあい計画は頓挫している。安政の大獄により梅田が捕らえられたのを追って江戸に潜伏。しかし梅田の獄死で、自らにも幕府の追捕が迫ったため、浅草寺で坊主に変装して江戸を脱出し、京都の長州藩邸に逃げ込む。その後古高俊太郎住居別棟に居住し、武具・兵器の調達を担当するなど尊皇攘夷活動を続けた。元治元年(1864年)6月5日、義弟・忠兵衛とともに池田屋事件に遭遇。奮戦むなしく新選組によって討たれた。享年42。明治24年（1891年）、正五位を贈られた。
池田屋事件後の6月7日、大高家は新選組の家宅捜索を受ける。夫の後を追おうと自害しようとして失敗し重体だった妻・とみ、子供6人、門弟2人らはこの時に捕らえられ、長男・甲一郎だけは捕縛を免れて鳥取へ逃げ延びる。約3ヶ月後に釈放されたが家財は既に没収されていたため林田藩に帰郷したと言う。